# Unicul (film)
Unicul (titlu original: în engleză The One) este un film american SF de acțiune din 2001 regizat de James Wong. Rolurile principale au fost interpretate de actorii Jet Li, Delroy Lindo, Carla Gugino și Jason Statham, cu coregrafie de acțiune de Corey Yuen.
Filmul, care tratează conceptul de multiversuri și călătorii interdimensionale, îl urmărește pe Gabriel Yulaw (Jet Li), un agent necinstit care călătorește în realități paralele pentru ca el să ucidă alte versiuni ale lui și să devină o super-ființă mitică cunoscută sub numele de Unicul. Li joacă un rol dublu ca Yulaw și Gabe Law, un șerif adjunct al LASD care face echipă cu un agent al multiversului pentru a-l împiedica pe Yulaw să devină Unicul.
Unicul a fost lansat în Statele Unite de Columbia Pictures la 2 noiembrie 2001 și a avut recenzii negative, dar a încasat 79,6 milioane de dolari americani în întreaga lume.

## Rezumat
Gabriel Yulaw, cândva un agent al Autorității MultiVerse (MVA) care controlează călătoriile interdimensionale, încearcă să vâneze 124 de variante ale lui din universuri paralele. Omorându-i pe ceilalți ca el și absorbindu-le energiile vitale, Yulaw crede că va deveni o ființă divină, cu super-putere, numită „Unicul”.
După ce l-a ucis pe Lawless, un condamnat și a 123-a variantă din Universul Anubis, Yulaw este capturat de agenții MVA Roedecker și Funsch și dus înapoi în sediul MVA din Universul Alpha. El este condamnat la viață în colonia penală Stygian a Universului Hades, dar Yulaw reușește să scape cu ajutorul unui complice și se teleportează în Universul Charis.
Ultima variantă cunoscută, Gabe Law, este un șerif adjunct care lucrează la Departamentul Șerifului din Los Angeles County din Universul Charis. De doi ani, Gabe se confruntă cu creșteri în forță, viteză și abilități mentale, dar nici el, nici soția lui T.K. nu pot înțelege de ce. În timp ce transportă un prizonier, Gabe „simte” prezența lui Yulaw la timp pentru a evita să fie împușcat. Gabe se rănește după ce a căzut de pe un zid pe care Yulaw îl trece cu ușurință. Roedecker și Funsch sosesc la timp pentru a-l opri pe Yulaw să-l termine.
Chiar dacă nu este familiarizat cu călătoriile interdimensionale, Gabe își dă seama că Yulaw este identic cu el din toate punctele de vedere. Rodecker și Funsch îl urmăresc pe Yulaw până la spitalul unde Gabe este examinat. Yulaw îi descurajează să-l împuște pentru că, dacă el este ucis, Gabe ar deveni Unicul. Îmbrăcați la fel și identici unul cu celălalt, bătălia dintre Gabe și Yulaw îi încurcă pe ceilalți polițiști. Atât Gabe, cât și Yulaw reușesc să evadeze din spital.
Agenții MVA se abat de la ordinele lor și se despart. Roedecker îl urmărește și luptă cu Yulaw, dar este ucis după ce acesta din urmă îi rupe gâtul, dezactivând o bombă pe care Roedecker intenționa să o folosească pentru a-i termina pe amândoi. Funsch îl ajunge din urmă pe Gabe și îi explică că există mai multe universuri cu găuri de vierme care le conectează pentru scurt timp în momente de necontrolat. Între timp, Yulaw se strecoară în reședința lui Gabe, unde T.K., crezând că este Gabe, acceptă să-l ascundă de poliție. Își dă seama că Yulaw o înșală, dar nu la timp pentru a evita să fie prinsă. Gabe sosește, doar pentru a urmări neputincios cum Yulaw îl ucide pe T.K. Funsch îl găsește pe Gabe cu remușcări și ambii fac echipă pentru a-l găsi pe Yulaw la următoarea gaură de vierme.
Gabe și Funsch ajung la o fabrică, unde se întâlnesc și se luptă cu Yulaw. Funsch este ușor învins, dar Gabe și Yulaw sunt mai egali. Gabe reușește aibă avantaj, dar cu doar câteva secunde înainte ca gaura de vierme să sosească. Toți trei sunt aspirați în ea și se prăbușesc pe podeaua sediului MVA. Yulaw este transportat imediat în Universul Hades după o încercare eșuată de a schimba locul cu Gabe. MVA se pregătește apoi să-l trimită pe Gabe înapoi în propriul său univers, unde va accepta crimele lui Yulaw. Reamintindu-și o conversație anterioară cu Gabe, Funsch îl trimite cu compasiune într-un alt univers în care Gabe poate avea din nou o viață normală de când a întâlnit-o pentru prima dată pe T.K.
Acum întemnițat în Universul Hades, Yulaw declară că va deveni în continuare Unicul și apoi continuă să se lupte cu câțiva dintre deținuții coloniei penale deasupra unui zigurat.

## Distribuție
- Jet Li – Gabriel Yu-Law/ Lawless/ Gabriel "Gabe" Law
- Jason Statham – Evan Funsch
- Carla Gugino – Massie Walsh/ T K
- Delroy Lindo – Attendant/ Roedecker
- James Morrison – 'A' World Inmate No 1/ Aldrich
- Dylan Bruno – Yates